# Carl Nyrén
Carl Nyrén (Jönköping, 11 de noviembre de 1917 - 6 de noviembre de 2011) fue un arquitecto sueco.

## Historia
Nyrén estuvo inicialmente influenciado por el modernismo de Gunnar Asplund, y más tarde, a partir de la década de los 60, derivó su estilo hacia la arquitectura estructuralista.
Durante las dos últimas décadas de la carrera de Nyrén, sus edificios se han caracterizado por un estilo humanístico y romántico. Su estudio, Nyréns Arkitetkontor AB, es en la actualidad una de las firmas líderes dentro de la arquitectura sueca.
Carl Nyrén murió el 9 de noviembre de 2011, dos días antes del que hubiera sido su 94 cumpleaños.
Edificios
- 1952, Escuela de economía de la Universidad de Gotemburgo.
- 1963 - 1973, Facultad de educación, Universidad de Malmoe.
- 1960 - 1980, Laboratorio farmacéutico, Upsala.
- 1973, Laboratorio Arrhenius, Universidad de Estocolmo.
- 1980, Iglesia Gottsunda, Upsala.
- 1991, Ampliación del Museo del condado de Jönköping.
- 1992, Artisten, complejo educativo de música y teatro, Universidad de Gotemburgo.
- 1999, Museo Vitlycke, Tanum.